# 2,5-二氯苯胺
2,5-二氯苯胺是一种有机化合物，化学式为C
6H
3Cl
2NH
2。它是二氯苯胺的六种异构体之一，是一种无色固体，不溶于水。它可由1,4-二氯-2-硝基苯加氢制得。它是一些染料和颜料的前体，例如颜料黄10。

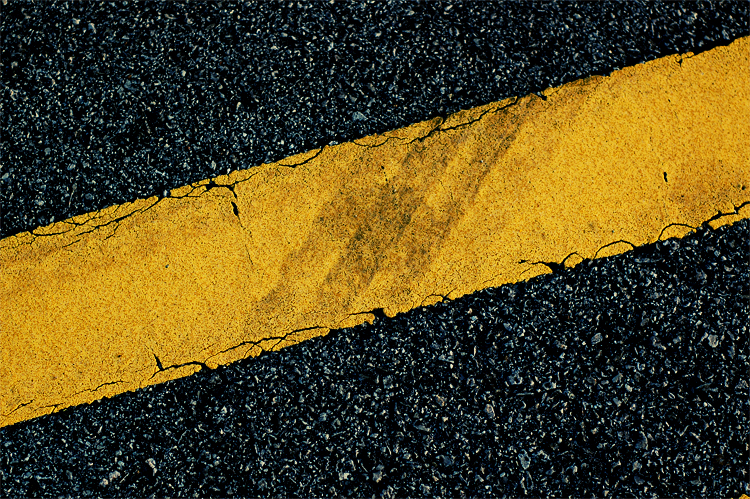
颜料黄10是1,4-二氯苯胺的衍生物，在美国通常用于黄色道路标记。